# Nonsuch Palace

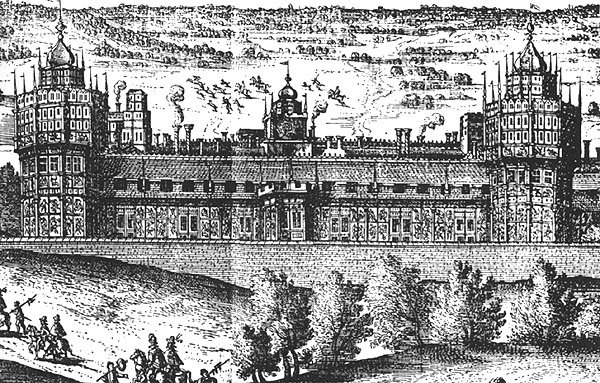
O Nonsuch Palace numa xilogravura contemporânea.

Nonsuch Palace (Palácio de Nonsuch) foi um palácio Real em Estilo Tudor, construído por Henrique VIII em Surrey, Inglaterra. Ficava localizado na povoação de Cuddington, próximo de Epsom (a igreja e a aldeia de Cuddington foram destruídas para criar o empreendimento do palácio). O Nonsuch Palace foi destruído no final do século XVII e algumas partes foram incorporadas noutros edifícios. No local não resta qualquer traço do palácio, com excepção das fundações da galeria de banquetes. Algumas peças foram guardadas no Museu Britânico.

## História
O Nonsuch Palace foi comprovadamente o maior dos projectos de construção de Henrique VIII. As obras começaram no dia 22 de Abril de 1538, no início do reinado de 30 anos de Henrique, e apenas seis meses depois do nascimento do seu filho, mais tarde Eduardo VI. O palácio foi desenhado como símbolo do poder e da grandeza da Dinastia Tudor, construído para rivalizar com o Castelo de Chambord de Francisco I de França. Ao contrário da maior parte dos palácios de Henrique VIII, Nonsuch não era uma adaptação de um velho edifício; o local de construção do novo palácio foi escolhido em função da proximidade dos seus principais terrenos de caça. O palácio demorou nove anos a construir e custou pelo menos 24.000 libras (um resgate Real na época) devido à sua rica ornamentação. Foi uma obra-chave na introdução de elementos do desenho Renascentista na Inglaterra. Sobreviveram ao tempo apenas três imagens contemporâneas do palácio e estas não revelam muito do esquema ou dos detalhes do edifício.
O palácio estava incompleto quando Henrique VIII morreu, em 1547. Em 1556, a Rainha Maria I vendeu-o ao 19º Conde de Arundel. O edifício regressaria à Coroa na década de 1590, e permaneceria como propriedade Real até 1670, quando Carlos II o deu à sua amante, Bárbara, Condessa de Castlemaine. Esta mandou-o demolir a partir de 1682, pois necessitava de dinheiro para pagar as suas dívidas de jogo.
Quando o Nonsuch Palace entrou em decadência, o apainelamento foi removido, podendo ser visto actualmente na Grande Galeria de Loseley House.

## Arqueologia
O local foi escavado entre 1959 e 1960, o que constituiu um acontecimento-chave na história da Arqueologia no Reino Unido. Foi um dos primeiros locais pós-Idade Média a ser escavado, atraíndo mais de 60.000 visitantes durante o trabalho. A planta do palácio era muito simples, com pátios no interior e no exterior, cada um com uma portaria fortificada. A Norte era fortificado num estilo medieval, mas a face Sul tinha ornamentos decoratvos da Renascença, com altas torres octogonais em cada extremo. Tanto o pátio exterior como o interior eram absolutamente simples, mas o último estava decorado com surpreendentes painéis de estuque moldados em alto relevo. Estas escavações conduziram a um importante conjunto de desenvolvimentos na arqueologia pós-medieval.